# Oedignatha andamanensis
Espèce
Synonymes
- Amaurobius andamanensis Tikader, 1977

Oedignatha andamanensis est une espèce d'araignées aranéomorphes de la famille des Liocranidae.

## Distribution
Cette espèce est endémique des îles Andaman en Inde,.

## Description
La femelle holotype mesure 3,00 mm.

## Étymologie
Son nom d'espèce, composé de andaman et du suffixe latin -ensis, « qui vit dans, qui habite », lui a été donné en référence au lieu de sa découverte, les îles Andaman.

## Publication originale
- Tikader, 1977 : Studies on spider fauna of Andaman and Nicobar islands, Indian Ocean. Records of the Zoological Survey of India, vol. 72, p. 153-212.